# Боснійська Посавина

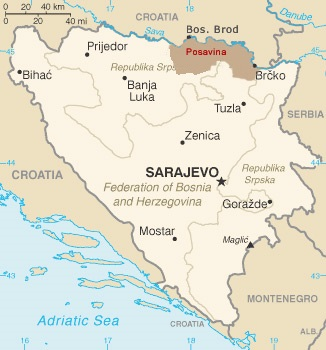
Боснійська Посавина на території Боснії та Герцеговини

Боснійська Посавина — край у північно-східній частині Боснії та Герцеговини; велика рівнинна місцевість на південному березі Сави. 
Річка Сава обмежує область із півночі, північно-західною межею є гора Мотаїця, з півдня — гори Озрен та  Требава, з південно-східного боку — Маєвиця. З центральною частиною Боснії та Герцеговини регіон зв'язаний природним проходом по долині річки Босна, через Добойську і Врандуцьку ущелини, західні частини доступні через прохід уздовж річки Укрина.

## Економіка
У період Боснійської війни, особливо в останні десять років, Боснійська Посавина була одним із найбагатших районів Боснії та Герцеговини. Область має важливе сільськогосподарське і промислове значення. Її називають «житницею Боснії та Герцеговини». У місті Брод розташований нафтопереробний завод, а у Модричі знаходяться металургійні та хімічні підприємства, а також фабрики легкої промисловості. Край багатий лісовими та водними ресурсами.

## Транспорт
Боснійська Посавина сполучена з іншими частинами Боснії та Герцеговини, а також з Хорватією та рештою Європи шосейними дорогами, залізничним та річковим транспортом. 
Основні напрямки: Шамац — Модрича — Добой — Сараєво — Мостар — Плоче; Орашє — Тузла — Сараєво — Мостар — Плоче; Брод — Дервента — Добой — Зениця — Сараєво — Мостар — Плоче. 
Залізнична магістраль: Шамац — Модрича — Зениця — Сараєво.
Річка Сава протікає вздовж Боснійської Посавини. Найбільший річковий порт — Шамац.

## Населення
За даними перепису населення 1991 року в Боснійській Посавині проживало 312 401 людина. З них:
- Хорвати: 135 640, 44 %
- Серби: 79 643, 26 %
- Боснійці: 72 126, 23 %